# Ҵ
La ligature té tsé (capitale Ҵ et minuscule ҵ) est une ligature utilisée dans la variante de l’alphabet cyrillique employée par la langue abkhaze (аҧсуа бызшәа), parlée dans le Caucase. Elle se prononce [t͡sʼ]. Elle vient entre le Ц et le Ч dans l’ordre alphabétique abkhaze.
Elle est translittérée de plusieurs façons : ‹ c̄ › avec l’ISO 9, ‹ t͡͏̇s › avec la romanisation ALA-LC, ‹ ts › avec la romanisation BGN/PCGN, et ‹ ç › avec la romanisation KNAB.

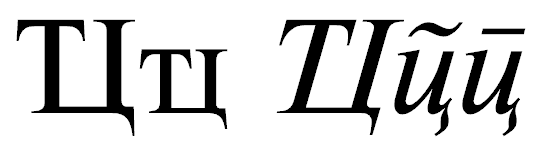
La ligature té tsé en romain et en italique, avec deux variantes pour la minuscule italique.

## Utilisations
Andreas Sjögren utilise le ҵ dans l’alphabet cyrillique ossète dans sa grammaire publiée en 1844, lettre qu’il construit en fusionnant les lettres т et ч.

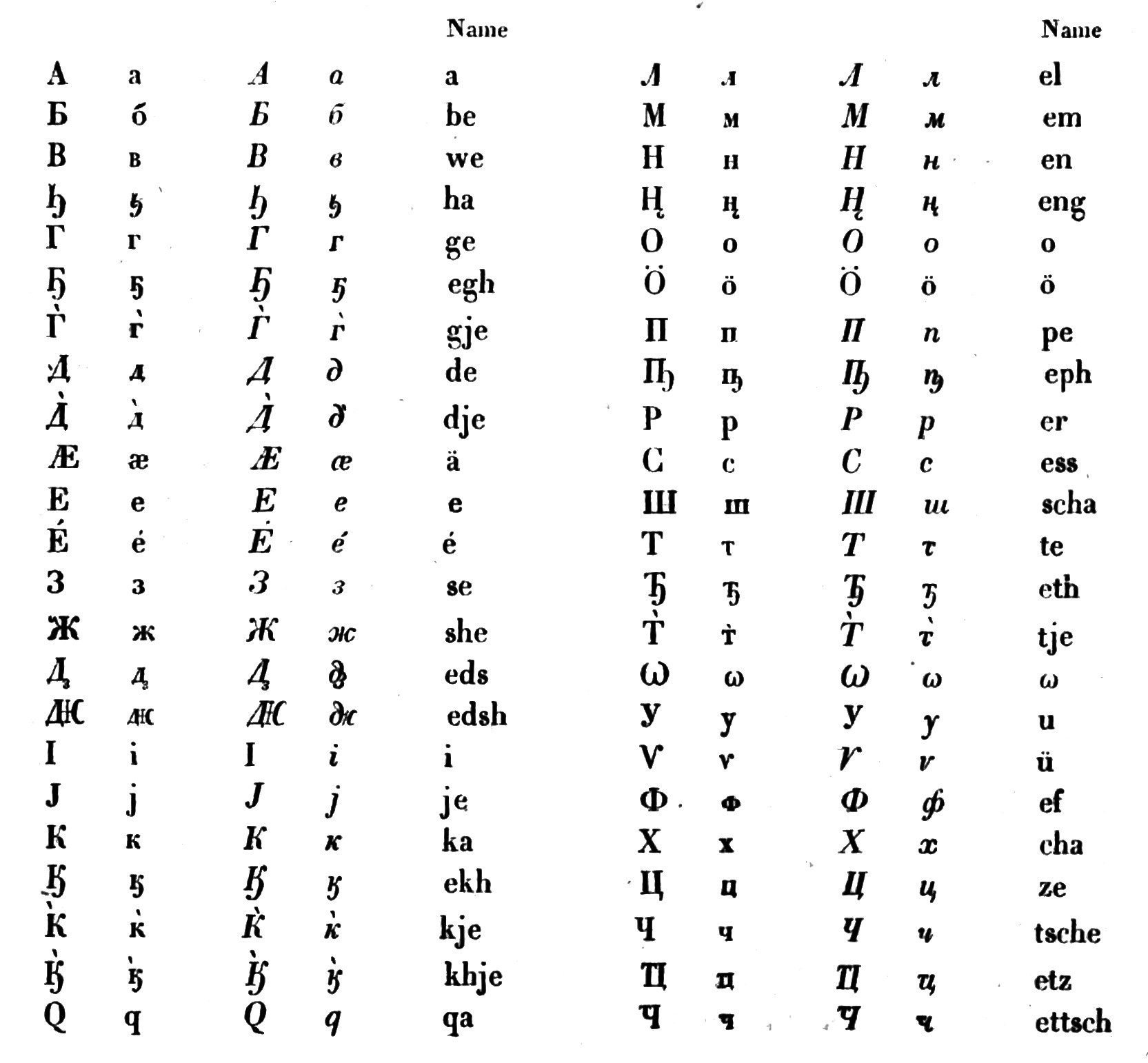
Alphabet ossète de Sjögren 1844.

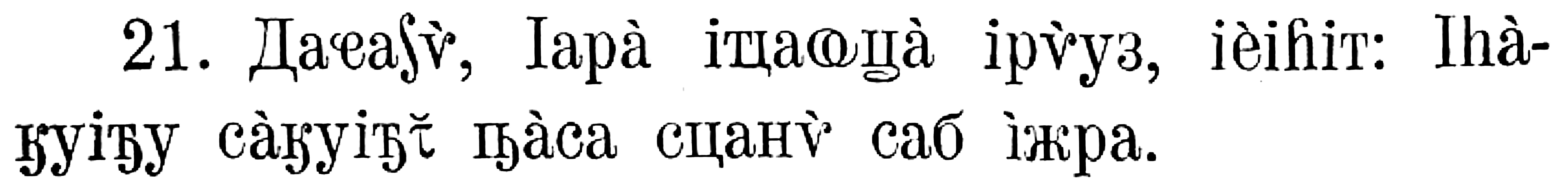
Matthieu 8:21 dans les Évangiles en abkhaze publiés en 1912.

## Représentation informatique
La ligature té tsé peut être représentée avec les caractères Unicode suivants  :
| formes    | représentations | chaînes de caractères | points de code | descriptions                         |
| --------- | --------------- | --------------------- | -------------- | ------------------------------------ |
| capitale  | Ҵ               | Ҵ                     | U+04B4         | ligature majuscule cyrillique té tsé |
| minuscule | ҵ               | ҵ                     | U+04B5         | ligature minuscule cyrillique té tsé |